# Vincenzo Pisanello
Vincenzo Pisanello (* 3. května 1959 Galatina) je italský římskokatolický duchovní a biskup Orie.

## Život
Narodil se 3. května 1959 v Galatině.
Vstoupil do Papežského římského většího semináře. Teologické vzdělávání získal na Papežské univerzitě Gregoriana a na Papežské lateránské univerzitě obdržel doktorát z obojího práva. Dne 23. června 1984 byl arcibiskupem Vincenzem Francem vysvěcen na kněze a inkardinován do arcidiecéze Otranto. Stal se asistentem povolání v římském semináři. Roku 1987 se vrátil do své arcidiecéze a byl ustanoven farním vikářem v rodné obci, kde se roku 1992 stal farářem u sv. Rocha. Zastával funkci ekonoma arcidiecéze a rektora kostela Madonna del Carmine v Galatině. Roku 2008 byl přemístěn do farnosti sv. Petra a Pavla ve stejném městě. V arcidiecézi zastával úřad biskupského vikáře pro administrativu a mnoho členství v různých komisích.
Dne 23. ledna 2010 jej papež Benedikt XVI. jmenoval biskupem Orie. Biskupské svěcení přijal 8. dubna z rukou arcibiskupa Donata Negra a spolusvětiteli byli arcibiskupové Michele Castoro a Francesco Cacucci. Dne 17. listopadu 2021 byl ustanoven členem papežské komise pro verifikaci a aplikaci mota propria Mitis Iudex Dominus Iesus v italské církvi.